# Шунтирование
Шунти́рование (англ. shunt — ответвление) — создание дополнительного пути в обход пораженного участка какого-либо сосуда или пути организма с помощью полостной пластической моделирующей операции.
В общем случае под шунтированием подразумевается операция шунтирования кровеносных сосудов. Данная операция может проводиться также на желудочно-кишечном тракте и системе желудочков и цистерн головного мозга.

## Шунтирование сосудов
Шунтирование состоит в создании шунта в обход суженного участка кровеносного сосуда, что приводит к восстановлению кровотока в артерии. Шунтирование следует отличать от стентирования, т.е. имплантации в просвет сосуда специальной трубчатой конструкции, обеспечивающей восстановление тока жидкости.
В нормальном случае внутренняя стенка артерий и сосудов представляет собой гладкую поверхность без каких-либо крупных наростов и преград, но зачастую в течение жизни у человека развивается атеросклероз, приводящий к  образованию на стенках сосудов атеросклеротических бляшек. Они сужают просвет сосудов и нарушают кровоток в органах и тканях. В процессе увеличения количества и размеров бляшек просвет сосуда полностью закрывается, что приводит к некрозу тканей и органов.
Обычно шунтирование применяется при коронарной болезни сердца, при которой коронарные артерии — главные сосуды, питающие сердце — поражаются атеросклерозом. Однако шунтирование применяется и для восстановления кровотока в периферических артериях (например, в артериях нижней конечности).

### Подготовка к операции
Перед операцией лечащий врач проводит полный осмотр пациента с учётом его жалоб и симптомов. Как правило, после осмотра, в котором особое внимание уделяется пульсации артерий и сосудов, назначается какой-либо вид неинвазивного (неразрушающего) обследования:
- дуплексное ультразвуковое сканирование;
- магнитно-резонансная ангиография;
- рентгеноконтрастная ангиография.

### Показания к проведению операции
Наличие симптомов атеросклероза (в том числе, ишемическая болезнь сердца, аневризмы) является одним из оснований для назначения операции шунтирования, которая также назначается в случае невозможности проведения стентирования и ангиопластики.

### Техника проведения операции

Операция шунтирования

Как правило, операция проводится под общей анестезией. В качестве материала для шунта в общем случае выбирают участок подкожной вены бедра, так как она имеет достаточно большой диаметр в сечении, а удаление её участка почти никак не сказывается на кровотоке конечности. К тому же в случае развития атеросклероза бедренные вены оказываются наиболее «чистыми» и не подверженными влиянию заболевания. Однако иногда используют синтетические материалы для создания шунта.
При аортокоронарном шунтировании используются либо внутренняя грудная, либо лучевая артерия руки. В случае выбора лучевой артерии руки проводится дополнительное обследование, выясняющее возможность операции и её воздействие на кровоток руки. Как правило, в качестве донора выступает неведущая рука (левая для правшей и правая для левшей).
Во время операции шунтирования хирургом делается разрез в пределах предполагаемого места крепления шунта на сосуде, после чего шунт подшивается к разрезу, создавая дополнительный путь для кровотока. Далее следуют процедуры обследований (УЗИ, ангиография) для проверки качества установленного шунта и его должного функционирования.

### Послеоперационный период
Послеоперационный период длится от 7 до 14 дней (при нормальном заживлении послеоперационной раны). В послеоперационном периоде необходимо регулярно проводить перевязку п/о раны. Также целесообразно назначение антибиотиков, нестероидных противовоспалительных препаратов, средств анальгезии и обязательных антикоагулянтов и дезагрегантов. Такие препараты, как аспирин, после выписки пациент принимает регулярно и пожизненно.
На сегодняшний день коронарное шунтирование, как "золотой стандарт", является самым эффективным методом восстановление кровотока в венечных артериях сердца.

## Шунтирование при гидроцефалии

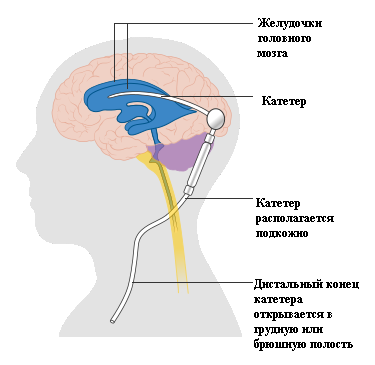
Схематическое изображение типичного шунта при гидроцефалии

Шунтирование является самой распространенной нейрохирургической операцией при гидроцефалии (водянке головного мозга). Оно производится с целью удаления избытка спинномозговой жидкости. После трепанации черепа один конец шунта, заканчивающийся рентгеноконтрастным катетером, вводится в полость расширенного желудочка. Промежуточная, самая длинная часть, изготовленная из силикона, проводится подкожно. Дистальный конец, также имеющий катетер, открывается в брюшной или грудной полости, что обеспечивает дренирование. Альтернативно, дистальный катетер вводится в полость правого предсердия (вентрикуло–атриальное шунтирование). Шунт снабжен насосом, автоматически регулирующим давление спинномозговой жидкости.

## Желудочное шунтирование
Желудочное шунтирование — операция, направленная на борьбу с лишним весом. В Северной Америке (США + Канада) по информации на 2009 год, выполнялось около 200 000 желудочных шунтирований в год.
История этой операции насчитывает около 50 лет.
Суть операции заключается в том, что желудок прошивается скрепками на два отдела — маленький, объёмом около 50 мл, и большой желудок (вся остальная часть.) К маленькому желудку подшивается тонкая кишка (место соединения желудка и кишки называется гастроэнтероанастомоз). Поскольку объём малого желудка составляет всего 50 мл, человек после этой операции не может съесть много пищи, он наедается совсем небольшим количеством.
Кроме этого, пища, съедаемая человеком, теперь идет по новому пути, не попадая в большой желудок и большую часть тонкой кишки. Это означает, что не только объём съеденной пищи уменьшается, но и также существенно уменьшается всасывание питательных веществ.
Таким образом, сочетание этих двух факторов — снижение количества съедаемой пищи и уменьшение всасывания питательных веществ — приводит к тому, что пациент теряет до 80 % лишнего веса.
Данная операция на сегодняшний день рассматривается как двухэтапная, первым этапом которой является гастропластика или бандажирование желудка , а в том случае, если первичные операции не привели к ожидаемому результату — то вторым этапом рассматривается конверсия более простых операций в шунтирование.